# UFC Fight Night: Machida vs. Romero
UFC Fight Night: Machida vs. Romero (también conocido como UFC Fight Night 70) fue un evento de artes marciales mixtas celebrado por Ultimate Fighting Championship el 27 de junio de 2015 en el Seminole Hard Rock Hotel and Casino, en Hollywood, Florida.

## Historia
Originalmente el evento iba a celebrarse en el Ginásio do Ibirapuera en São Paulo, Brasil. Sin embargo, el 15 de mayo, el evento fue cambiado al Seminole Hard Rock Hotel and Casino en Hollywood, Florida.
El evento estelar contó con el combate de peso medio entre Lyoto Machida y Yoel Romero.

## Premios extra
Cada peleador recibió un bono de $50,000.
- Pelea de la Noche: Santiago Ponzinibbio vs. Lorenz Larkin
- Actuación de la Noche: Yoel Romero y Thiago Santos